# هولتسميندن (مقاطعة)
هولتسميندن (تُلفظ بالألمانية: [hɔltsˈmɪndən]) هي مقاطعة ألمانية في سكسونيا السفلى، ألمانيا. ويحدها (من الشمال ومع عقارب الساعة) مقاطعة هاملن - بيرمونت، هيلدسهايم ونورتهايم، وبولاية شمال الراين-وستفاليا (مقاطعة هوكستر وليبه).

## روابط خارجية
- Official website (بالألمانية)

إحداثيات: 51°50′N 9°30′E / 51.83°N 9.5°E